# خان‌های بالیوود
خان‌های بالیوود (به انگلیسی:Khans of Bollywood) یک اصطلاح برای توصیف بازیگران برجسته مردمی بالیوود (صنعت فیلمسازی فیلم‌های هندی زبان) است که نام خانوادگی آن‌ها خان است. این اصطلاح اغلب به‌طور خاص برای سه خان معروف هند استفاده می‌شود: شاهرخ خان، عامر خان و سلمان خان. این سه نفر ارتباط خویشاوندی ندارند اما می‌توانند نام خانوادگی مشترک داشته باشند (یک نام خانوادگی را به اشتراک بگذارند) و هر سه در سال ۱۹۶۵ متولد شده‌اند. سه خان از موفق‌ترین ستاره‌های فیلم در تاریخ سینما هستند. بر اساس گزارش منابع مختلف دستمزد بالای آن‌ها به ۵۰ کرور (۷ میلیون دلار) در هر فیلم می‌رسد. سه خان از اواخر دهه ۸۰ میلادی فیلم‌های موفقی داشته و از دهه ۹۰ میلادی به مدت سه دهه بر باکس آفیس هند سلطه داشته‌اند. سلطه سه خان بر باکس آفیس هند با دنیای سینمایی مارول در هالیوود مقایسه شده‌است. بین سه خان رقابت وجود دارد و هر کدام در زمان‌های مختلف به عنوان شاه بالیوود نامگذاری شده‌اند. شاهرخ خان یکی از موفق‌ترین بازیگران هند در بیشتر دهه‌های ۹۰ و ۲۰۰۰ بوده‌است ولی از اوایل دهه ۲۰۱۰ عامر خان موفق‌ترین در جهان بوده درحالی که سلمان خان در داخل کشور موفق‌ترین بوده‌است. آن‌ها همچنین تحسین منتقدان را بدست آورده‌اند و مجموعاً در بین خودشان ۶ جایزه ملی فیلم، ۲۶ جایزه فیلم فیر و همچنین یک نامزدی اسکار برای عامر خان دارند. آن‌ها همچنین از معروفترین مسلمانان هند و از مشهورترین هندی‌های شناخته شده در خارج از کشور و از بزرگترین ستاره‌های فیلم در جهان هستند. در مجموع، آن‌ها در ۷ فیلم از ۱۰ فیلم برتر بالیوود (highest-grossing Bollywood films ever)، ۶ فیلم از ۱۰ فیلم برتر هند(highest-grossing Indian films) و اکثر فیلم‌های برتر سالانه بالیوود (highest-grossing films by year) از سال ۱۹۸۹ تا ۲۰۱۶ (به جز سال‌های ۱۹۹۲، ۱۹۹۳، ۱۹۹۷، ۲۰۰۰، ۲۰۰۱، ۲۰۰۳، ۲۰۰۶، ۲۰۱۰ و ۲۰۱۵) بازی کرده‌اند.
آنها به‌طور رسمی باشگاه ۱۰۰ کرور را ایجاد کرده‌اند: اولین فیلم‌هایی که در داخل کشور به فروش ۱۰۰ کروری رسیدند فیلم‌های من برای تو چه کسی هستم از سلمان خان و داماد عاشق عروس را می‌برد از شاهرخ خان بود. فیلم گجینی از عامر خان اولین فیلمی بود که سود خالص ۱۰۰ کرور را به همراه داشت. فیلم دانگال از عامر خان به خاطر موفقیتش در خارج از کشور در بازارهای چینی باشگاه ۱۰۰۰ کرور را و درنهایت با تبدیل شدن به بزرگترین فیلم هندی (در سراسر جهان و خارج از کشور) باشگاه ۲۰۰۰ کرور را ایجاد کرد. تخمین زده شده که عامر خان برای این فیلم دستمزدی ۳۰۰ کروری (۴۲ میلیون دلار) گرفته‌است که بالاترین میزان دستمزد برای یک بازیگر غیر هالیوودی است.
در سال ۲۰۱۴ شاهرخ خان ثروتمندترین بازیگر غیر هالیوودی و دومین بازیگر ثروتمند در جهان با دارایی خالص ۶۰۰ میلیون دلار (تخمینی) بود. در سال ۲۰۱۶ سلمان خان در فوربس، از ده بازیگر که بیشترین میزان دستمزد پرداخت شده را در جهان دارند، با مجموع درآمد ۳۳/۵ میلیون دلار در سال در رتبه ششم قرار گرفت. در سال‌های ۲۰۱۷ و ۲۰۱۸ نیز سلمان خان در فوربس با درآمد ۳۷ میلیون دلاری(۲۰۱۷) و ۳۸/۵ میلیون دلار (۲۰۱۸) در رتبه نهم قرار گرفته‌است.
علاوه بر سه خان، خان‌های دیگری نیز در بالیوود وجود دارند. معروفترین خان قبل از آن‌ها دیلیپ کومار بود که نام واقعی او محمد یوسف خان است و به عنوان اولین خان بالیوود نامگذاری شده‌است. کومار یکی از بزرگترین ستاره‌های فیلم هندی در دهه‌های ۵۰ و ۶۰ میلادی بود.
اصطلاح خان چهارم گاهی اوقات برای اشاره به سیف علی خان یا عرفان خان استفاده می‌شود. عرفان خان در سال ۲۰۲۰ به دلیل سرطان درگذشت.